# Préstamos Nishihara
Los préstamos Nishihara (西 原 借款 Nishihara Shakkan?) fueron una serie de créditos concedidos por el Gobierno japonés, presidido entonces por el primer ministro Terauchi Masatake, al caudillo militar Duan Qirui de la camarilla de Anhui entre enero de 1917 y septiembre de 1918, a cambio de concesiones territoriales y los derechos en el norte de China. Su nombre se debe al apellido del principal negociador japonés, Nishihara Kamezō.
En enero de 1917, el primer ministro Terauchi despachó un enviado personal, un empresario privado llamado Nishihara Kamezō, para negociar una serie de ocho préstamos por un total de ciento cuarenta millones de yenes para el caudillo de uno de los grupos surgidos del antiguo Ejército de Beiyang, Duan Qirui. Nishihara contaba con el respaldo del ministro de Finanzas Shoda Kazue, expresidente del Banco de Joseon de Corea. Aunque teóricamente los préstamos eran créditos privados concedidos por bancos privados en forma de inversiones en el desarrollo de China, en realidad, los préstamos fueron suscritos por el gobierno japonés para ayudar a Duan Qirui en la guerra civil contra sus rivales por el control del norte de China. Según McCormack, incluso entre el regreso de Duan al frente del Consejo de Ministros a finales de marzo de 1918 y la renuncia del gabinete Terauchi cuatro meses más tarde, los japoneses entregaron 152 400 000 de yenes en préstamos a Duan.
A cambio de este apoyo financiero, Japón recibió la confirmación de sus pretensiones sobre las antiguas posesiones alemanas en la provincia de Shandong, el control de los ferrocarriles de esa provincia y derechos adicionales en Manchuria.
Cuando los préstamos y los detalles del acuerdo se filtraron al público, Duan Qirui fue criticado con saña por haber aceptado ofertas que se podían calificar como traición a favor de los japoneses. Algunos de los derechos otorgados a Japón eran muy similares a la cláusula quinta de las Veintiuna exigencias, rechazadas hacía poco. El descontento popular se convirtió en el Movimiento del Cuatro de Mayo.